# Beerzelberg
De Beerzelberg is een getuigenheuvel in de Putse deelgemeente Beerzel en het hoogste natuurlijke punt van de provincie Antwerpen. De hoogte van de Beerzelberg is 51,60 meter.
In het tertiair werd de heuvel afgezet in de Diestiaanzee. Het zand bevatte veel glauconiet, en toen de zeespiegel daalde, oxideerde dit glauconiet en vormde zich ijzerzandsteen. In de omgeving spoelde het gewone zand weg, en bleef het ijzerzandsteen achter als heuvel.
In de 18e en 19e eeuw was de Beerzelberg bebost met op de top een open plek waar 27 dreven op uitkwamen. Het bos werd aan het begin van de 20e eeuw gekapt en het gebied geraakte begroeid met heide, al zijn er oude hakhoutstoven, vooral van eik, overgebleven. Het gebied diende nadien als militair oefenterrein en als plaats voor cyclo- en motorcrosswedstrijden, voordat het een natuurgebied werd.

## Hoogste punt
Sinds 2010 is de Beerzelberg niet meer het hoogste punt van de provincie Antwerpen, sinds het gesaneerde afvalstort de Hooge Maey in de Antwerpse haven enkele meters hoger reikt.